# Willy Ramos
Willy Ramos (Pueblo Bello, Colombia, 1954) es un pintor colombiano, que actualmente reside en España.
En 1974 se licenció en Bellas Artes por la Escuela de Bellas Artes de San Carlos, Valencia. Completó sus estudios con un curso en la Escuela de Pintura Mural Contemporánea de San Cugat del Vallés, en Barcelona, y con un curso de grabado y litografía en el Instituto Statale D´Arte de Urbino, Italia. Es también Doctor cum laude en Bellas Artes por la Universidad Politécnica de Valencia y profesor titular de la misma.

## Exposiciones más destacadas
- Art Madrid. Feria internacional de Arte. España.
- ARTBO. Feria internacional de arte. Bogotá, Colombia.
- TIAF. Feria Internacional de Arte Contemporáneo de Toronto. Galería Ogon Wagner. Toronto, Canadá.
- Miami International Art Fair. Feria Internacional de arte de Miami, U.S.A. Galería Odon Wagner, Toronto. Canadá.
- Feria Internacional de arte, Milan, Italia. Vandermaal Fine Art.
- Feria Internacional de arte, Parma, Italia. Vandermaal Fine Art.
- Feria Internacional de Marbella, Salamanca y Santander. Galería CC 22, Madrid. España.
- Feria Internacional de Grabado. Museo Contemporáneo. Madrid. España.
- Feria Internacional de Toulouse. Francia.

## Pinturas en museos e instituciones
- Museo de Arte Contemporáneo de Elche.
- Museo Salvador Allende, Santiago de Chile. Chile
- Museo Popular de Arte Contemporáneo de Villafames. Museo de Valledupar, Colombia.
- Caja Rural, Murcia.
- Diputación Provincial de Alicante.
- CajaMurcia, Murcia.
- Museo de Arte Moderno de Pedralba.
- Banco de la República, Bogotá.
- Fundación Cultural CAM, Murcia.
- Casa de Cultura de Pego.
- Casa de Cultura de Belrreguart.

- Datos: Q6167848